# نقار خشب أسود الرأس
نقار أسود الرأس (الاسم العلمي: Picus erythropygius) (بالإنجليزية: Black-headed Woodpecker)‏ هو نوع من الطيور يتبع جنس النقار الحقيقي من الفصيلة النقارية الحقيقية.